# 基茨胡莫克 (特拉華州)
基茨胡莫克（英語：Kitts Hummock）是位於美國特拉華州肯特縣的一個非建制地區。該地的面積和人口皆未知。

## 地理
基茨胡莫克的座標為39°06′09″N 75°24′08″W / 39.1025°N 75.4022°W，而該地的平均海拔高度為1米（即3英尺）。